# کمپونو
شهر کمپونو (به فرانسوی: Kampenhout) در ناحیه اداری ال-ویلوورد  در استان فلومیش بربان  در منطقه فلاندری در کشور بلژیک واقع شده‌است.

## نگارخانه

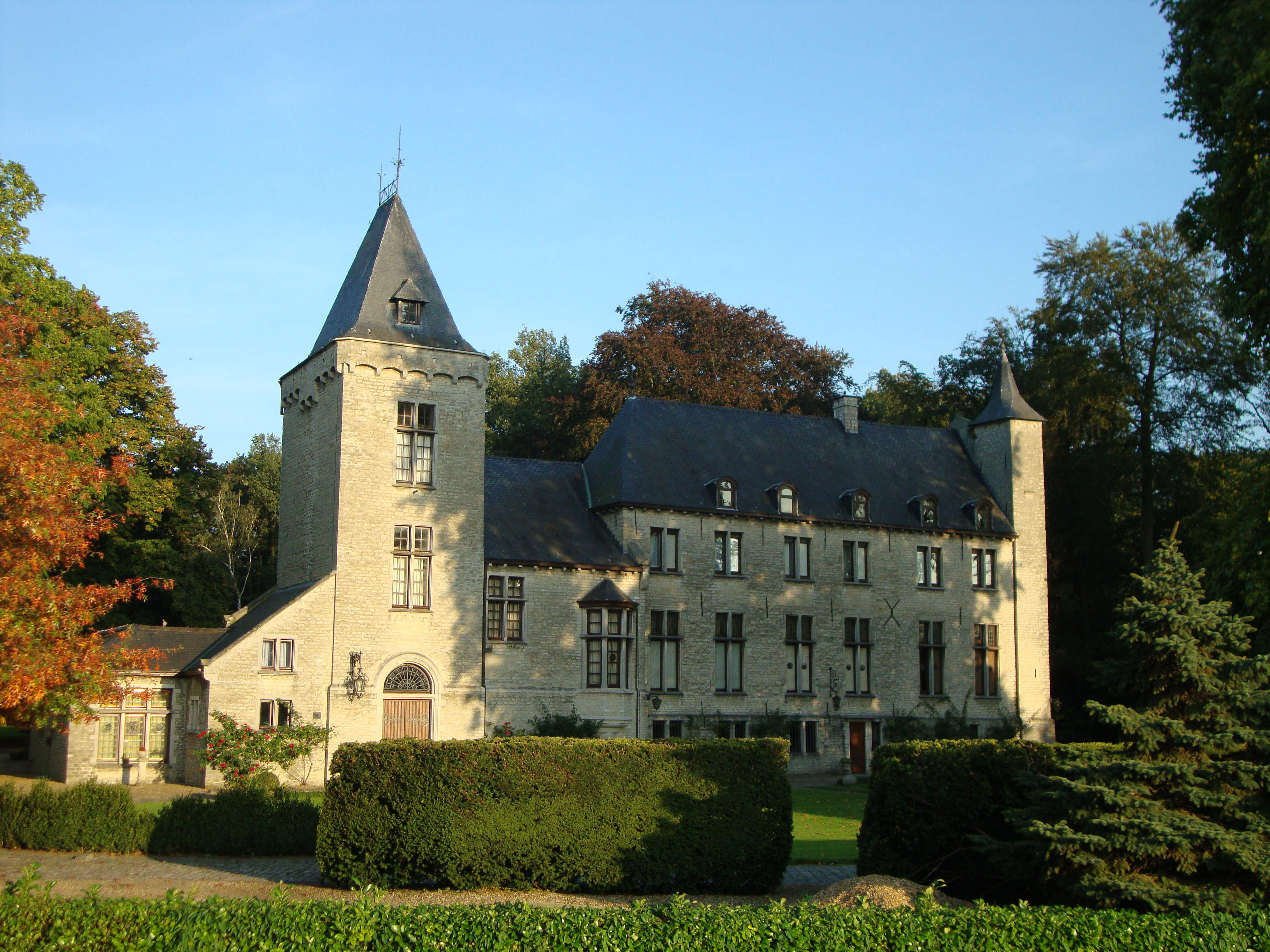